# Vriange
Vriange é uma comuna francesa na região administrativa de Borgonha-Franco-Condado, no departamento de Jura. Estende-se por uma área de 5,78 km². Em 2010 a comuna tinha 161 habitantes (densidade: 27,9 hab./km²).